# Túnel del Simplon
El túnel de Simplon es un túnel ferroviario en los Alpes que conecta la ciudad de Brig en Valais (Suiza) con el pueblo de  Domodossola en el Piamonte (Italia). El túnel consta de dos galerías y mide 19 823 m. Ha sido por mucho tiempo el túnel ferroviario más largo del mundo. Fue inaugurado en 1906. El 19 de mayo de 2006 fue el día oficial del centenario del túnel.
La línea está explotada por los Ferrocarriles Federales de Suiza (CFF) hasta la estación italiana de Domodossola.
Actualmente, más de 100 trenes lo cruzan cada día, y la puesta en funcionamiento del Túnel de base de Lötschberg, inaugurado el 15 de junio de 2007, aumentará la importancia del Simplon.
La línea ofrece también la oportunidad para los vehículos y pasajeros de ser transportados en vagones, desde Brig hasta  Iselle o al contrario, para evitar pasar por el puerto del Simplon.

## Historia
En 1880 comienza a proyectarse el túnel ferroviario bajo los Alpes, entre Brig y Domodossola a través del macizo del Simplon, y en 1895 se concretó mediante la firma de un tratado con Italia, a pesar de las numerosas críticas que tuvo esta gigantesca empresa para su época. El proyecto incluía un túnel y una galería de menor diámetro en paralelo a una distancia de 17 metros para la evacuación de los materiales. Fue la Compañía de Ferrocarriles del Jura Simplon (JS), fundada en 1889, quien desempeñó un papel decisivo en el éxito del proyecto.
- 1898: comienzo de la excavación del primer túnel.
- 24 de febrero de 1905: perforación.
- 19 de mayo de 1906: inauguración en presencia de Víctor Manuel III de Italia y del Consejo Federal suizo completo.
- 1906: electrificación.
- 1912: inicio de la expansión del segundo túnel.
- 1921: perforación final del segundo túnel.

El túnel está en la línea Simplon-Orient-Express que circuló hasta 1977, conectando París con Estambul a través del Simplon, Milán, Trieste y Zagreb.

## Obras de perforación
Excavado casi exclusivamente a mano por miles de obreros con picos y rejas mineras y más adelante con taladros hidráulicos. Hubo 4.000 trabajadores en la parte suiza y casi 10 000 en algunos momentos del lado italiano. El túnel cobró su deuda, 67 víctimas mortales durante la construcción. Las condiciones de perforación eran terribles, tanto por el sofocante calor -más de 45 grados en el interior del túnel- como porque a veces la galería se veía inundada con agua helada o caliente según los manantiales que se iban encontrando.

## Características
- Longitud del túnel I: 19.803 m
- Longitud del túnel II: 19.823 m
- Entrada norte (Brig): 685,80 m
- El punto más alto: 704,98 m
- Entrada sur (Iselle): 633,48 m
- Pendiente lado norte: 2‰
- Pendiente en el lado sur: 7‰

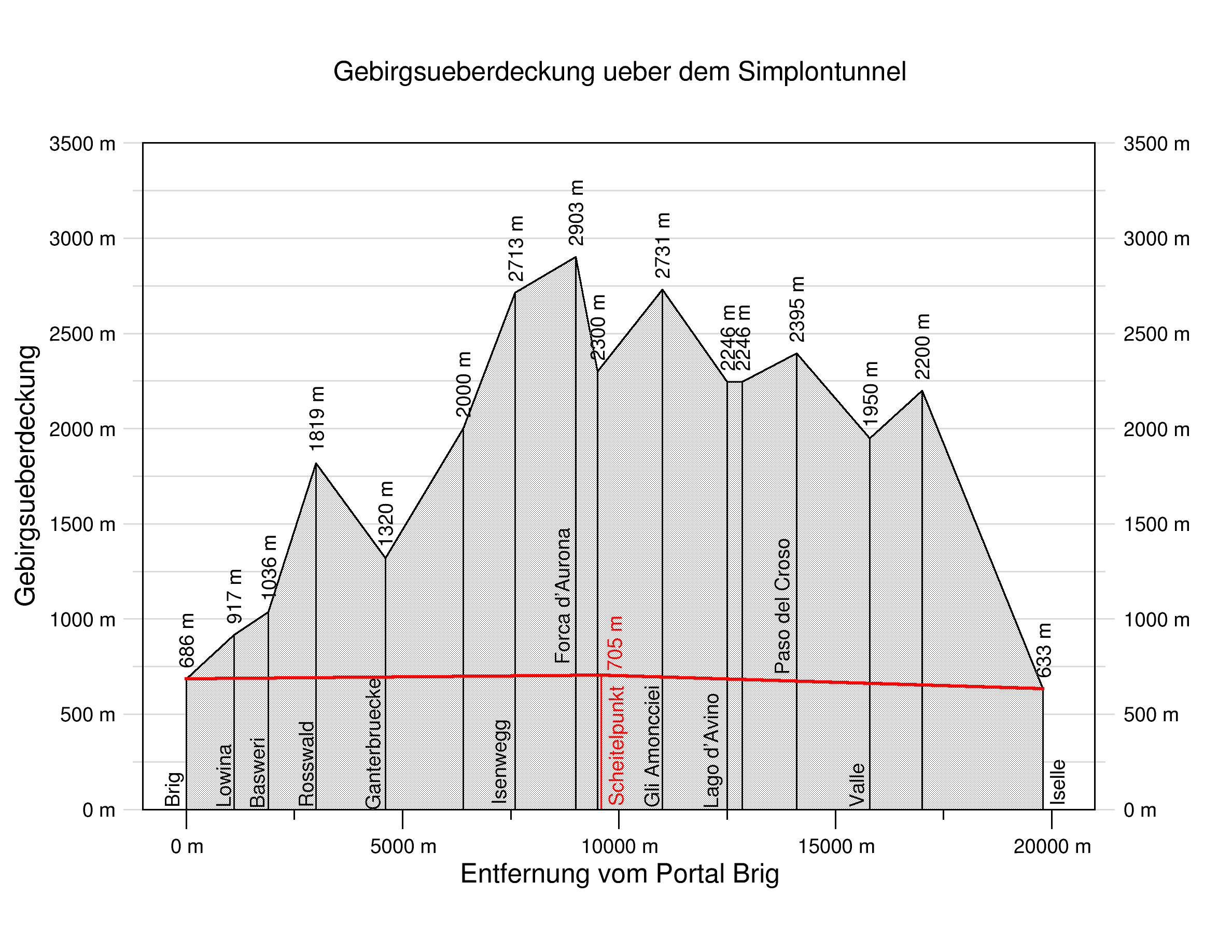
Terreno sobre el túnel.

- Galerías de acceso entre los dos túneles: cada 200 m

## Electrificación
El túnel está electrificado a 15.000 V 16 Hz 2/3 (norma suiza) hasta la estación italiana de Domodossola.